# Oculina robusta
Oculina robusta là một loài san hô trong họ Oculinidae. Loài này được Pourtalés mô tả khoa học năm 1871.